# غضنفر عیدی گل‌تپه‌ای
غضنفر عیدی گل‌تپه‌ای (زادهٔ ۱۳۲۵ در گل‌تپه) نمایندهٔ حوزهٔ انتخابیهٔ اراک در دورهٔ پنجم مجلس شورای اسلامی بوده‌است.